# Tenthredo temula
Tenthredo temula är en stekelart som beskrevs av Giovanni Antonio Scopoli 1763. Tenthredo temula ingår i släktet Tenthredo, och familjen bladsteklar. Arten är reproducerande i Sverige.

## Bildgalleri

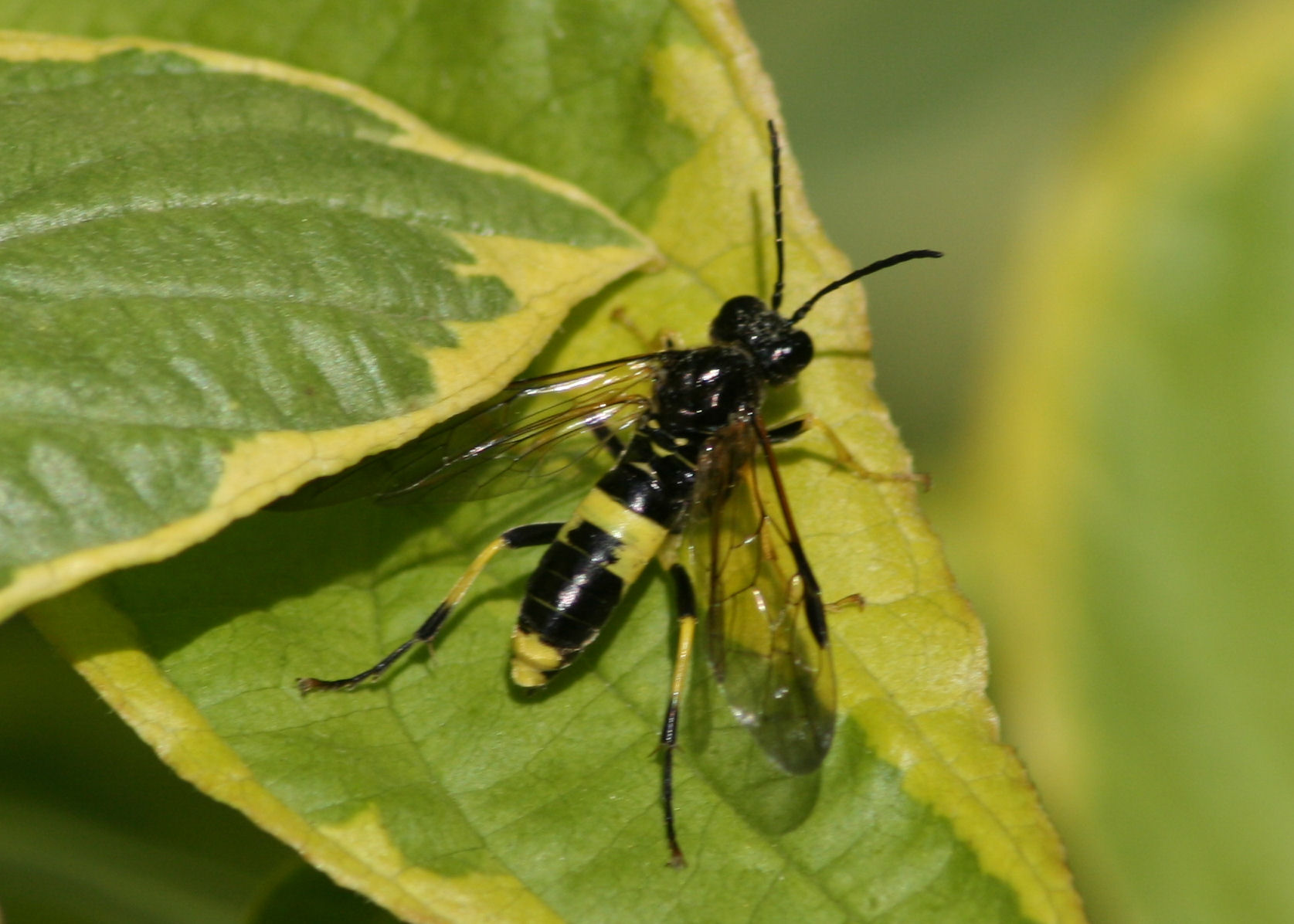
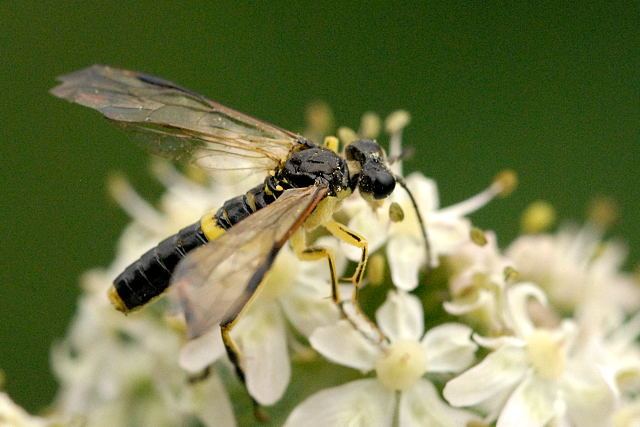
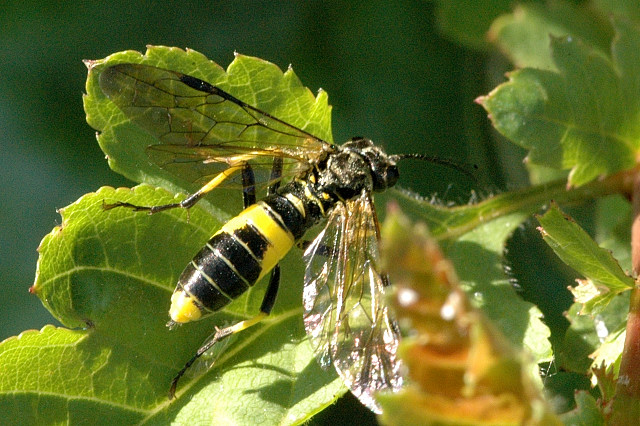
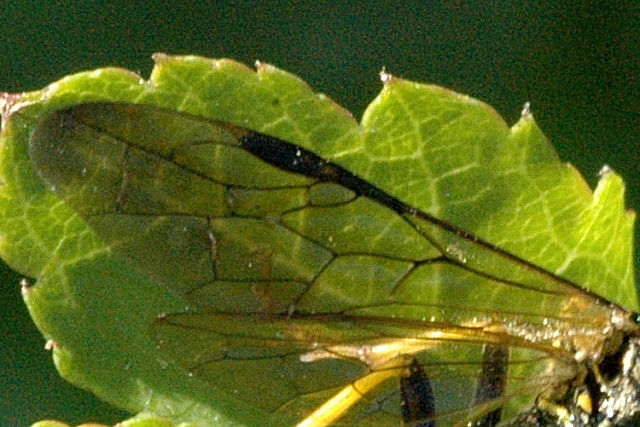